# Divina Sapienza
Divina Sapienza är en kyrkobyggnad i Rom, helgad åt den Gudomliga Visheten. Kyrkan är belägen på Roms universitetsområde i quartiere Tiburtino och tillhör församlingen San Tommaso Moro.
Kyrkan förestås av Jesuitorden.

## Historia
Kyrkan uppfördes åren 1950–1951 efter ritningar av arkitekten Marcello Piacentini.
Kyrkans föregångare är Sant'Ivo alla Sapienza, uppförd på 1600-talet för Roms universitet. Efter Italiens enande kom universitetet att expandera och dess lokaler i centrala Rom blev otillräckliga. År 1935 invigdes Roms nya universitetsområde. I slutet av 1940-talet avsatte påve Pius XII medel för uppförandet av en kyrka och uppdraget gick till Marcello Piacentini, som tidigare hade ritat flera byggnader för Roms universitet.

## Exteriören
Kyrkans grundplan är elliptisk och exteriören är klädd i tegel och travertin. Ovanför portalen finns en byst föreställande Kristus Vishetsläraren, utförd av Romano Romanelli. Exteriören har även skulpturen Jungfrun och Barnet av Arturo Dazzi.
Den krönande frisen bär inskriptionen:
omnis sapientia a deo est et cvm illo fvit semper et est ante aevvm
Denna strof är hämtad från Syraks bok och lyder på svenska: ”All vishet kommer från Gud och finns hos honom för evigt”.

## Interiören
Absidfresken är ett verk av Giovanni Brancaccio och framställer Kristus Laggivaren med Jungfru Maria och helgon. Venanzo Crocetti har utfört bronskrucifixet. I kyrkans krypta finns konstverket Pietà av Giovanni Prini.

## Kommunikationer
- Tunnelbanestation Policlinico – Roms tunnelbana, linje
- Tunnelbanestation Castro Pretorio – Roms tunnelbana, linje